# Cepillo interdental

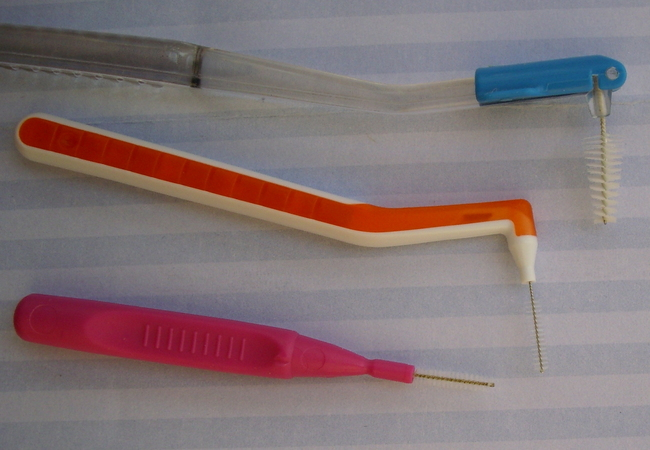
Cepillos interdentales

Un cepillo interdental o cepillo interproximal es un cepillo de dientes cilíndrico y mucho más pequeño que un cepillo de dientes normal. Se usa para limpiar el espacio interdental, es decir, el que hay entre diente y diente.
Determinadas enfermedades aparecen por la acumulación de bacterias (placa dental o biofilm dental) en los espacios existentes entre los dientes. Por ello es importante realizar una correcta higiene interdental. El mantenimiento de una buena salud bucal se basa en el control del biofilm dental.
La zona interdental ofrece unas condiciones que facilitan el establecimiento y desarrollo del biofilm dental. Por este motivo debemos tener un especial cuidado en reducirlo eficazmente y también los restos de alimentos que se depositan en los espacios existentes entre los dientes. Se recomienda usar cepillos interdentales para los espacios abiertos y sedas o cintas para los espacios cerrados.
La gingivitis, la periodontitis y la caries son algunas de las enfermedades más comunes debidas a la acumulación del biofilm dental.
Se recomienda especialmente su uso en pacientes con ortodoncia, implantes dentales y prótesis fijas.

## Cómo se elige un cepillo interdental
Para elegir el cepillo interdental más adecuado se deben tener en cuenta los siguientes aspectos: 
1. El PHD (Pasage Hole Diameter). Es la escala que se utiliza para calcular el espacio entre los dientes.
2. Saber el número de espacios interdentales en que se va a usar el cepillo.
3. Saber las zonas donde se va a usar el cepillo interdental. No es lo mismo usarlo en las zonas anteriores de la boca que en las zonas posteriores.

Todos estos aspectos son vitales a la hora de elegir un cepillo interdental adecuado para tu limpieza. Más Información en "Cómo usar un cepillo interdental".